# 萨姆·津巴利斯特
萨姆·津巴利斯特（英语：Sam Zimbalist，1901年3月31日—1958年11月4日）是一名美国电影制片人兼剪輯师。

## 早年生活
萨姆·津巴利斯特生于犹太人家庭，16岁时在大都會電影公司任電影剪接師，以此开始了他的职业生涯。1924年，公司与高德温公司和梅耶公司合并为米高梅，期间他一直在此工作。他在米高梅曾剪接过朗·钱尼的1928年电影《夜阑人未静》。

## 电影制片人
萨姆·津巴利斯特1929年升任助理制片人，1936年升任制片人。制有1950年《所罗门王宝藏》和1951年《暴君焚城錄》，均获奥斯卡最佳影片奖提名。另制有1944年据空袭东京改编而来的电影《東京上空三十秒》。

## 逝世
津巴利斯特于意大利因心梗猝死，其时正致力于米高梅的1959年史诗《賓漢》。他葬于卡尔弗城山坡紀念公園公墓。他因该片获得奥斯卡金像奖，并且仍然是唯一一个在死后获得最佳影片奖的人。其奥斯卡金像奖由妻子玛丽·津巴利斯特代领。

## 个人生活
1924年与玛格丽特·C·多诺万结婚。1950年离婚。其后于1952年与前时装模特兼演员玛丽·泰勒结婚。

## 部分电影列表
- 《鴛鴦離合記》(1925，剪接师)
- 《剪髮大問題》(1927，剪接师)
- 《号角》(1927，剪接师)
- 《暗探生涯》(1928，剪接师)
- 《清晨良緣》(1937)
- 《倫敦怪客》(1937)
- 《海军学员》(1937)
- 《雪山奇遇》(1938)
- 《铁臂拳王》(1938)
- 《泰山得子》(1939)
- 《热带女郎》(1939)
- 《錦繡年華》(1939)
- 《繁荣小镇》(1940)
- 《薄饼坪》(1940)
- 《東京上空三十秒》(1944)
- 《怒海情波》(1945)
- 《霸王麦盖》(1947)
- 《警探飞车》(1949)
- 《所罗门王宝藏》(1950)
- 《艷吻生香》(1951)
- 《暴君焚城錄》(1951)
- 《红尘》(1953)
- 《浪子回头》(1954)
- 《铁汉柔情》(1956)
- 《之子与归》(1956)
- 《红楼春怨》(1957)
- 《指控》(1959)
- 《賓漢》(1959)